# 澳大利亚的入侵性物种

## 澳大利亚的入侵性物种
入侵性物种是对澳大利亚本土的生物多样性的严重威胁，也给澳洲农业带来了持续的经济负担。有无数物种随着欧洲在澳殖民来到这里，并在此后稳定增长。
对澳大利亚联邦政府和州政府来说，对引进新的入侵物种进行管理和预防是至关重要的环境和农业政策问题。对野草的管理就需要花费15亿澳元，另外，由于野草引起的作物减产，每年政府还要额外损失25亿澳元。

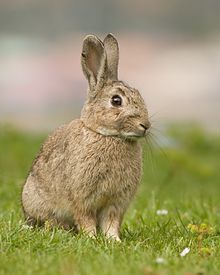
澳大利亚的入侵性物种：野兔

## 原因
地理和天气因素使得澳大利亚的动物群十分独特。澳大利亚曾是南部超级大陆——冈瓦纳古陆的一部分，这片古大陆包括了南美洲、非洲、印度和南极洲。冈瓦纳古陆在一亿四千万年之前开始分裂；五千万年之前，澳大利亚从南极分离出来，从此相对孤立，直到五百三十万年前的中新世纪，印度-澳大利亚板块与亚洲相碰。由于在海上漂流，澳洲大陆免受其他地区的进化压力。与此相似的岛屿孤立的例子还有马达加斯加、新西兰、索科特拉岛、加拉帕戈斯群岛和毛里求斯。然而，与流行的观点相反，在这种情况下，澳大利亚的野生动物（还有有袋动物）与其他地方的动物群一样高级、有竞争力，而且，认为有胎盘的动物更具有优越性、以及有袋动物会被取代的观点都已经被证伪了。
随着澳大利亚不断向印度尼西亚板块靠拢，以及蝙蝠和啮齿动物在化石记录中出现可靠的迹象来看，胎盘哺乳动物已在更新世在澳大利亚再次出现。华理士分界线两侧，地理上的隔离使得澳洲与亚洲的动物群截然不同。
人类于五万到四万年前到达澳洲，成为了大型动物灭绝的主要原因。这使得澳大利亚的许多重要动物灭绝，也使得生态系统变得不稳定，应对物种入侵更加脆弱。
野狗大约是4600到5400年前到达澳洲的，比人类晚许多，它们迅速繁殖扩散，可能比人类造成了更多的本土物种灭绝。入侵性物种引进是从1788年开始的，当时第一批欧洲人来澳居住。从历史上来看，澳洲人口密度一直都很低，但土地广袤，因此人类要管控大型野生动物如骆驼、马、驴和水牛等都十分棘手。

## 入侵物种的管控
对入侵物种的管控正由个人、环保团体和政府机构共同完成。
澳大利亚检疫检验局负责保证没有新的入侵性物种进入澳洲。为了增强公众意识，澳洲检疫让澳洲名人、同时也是自然爱好者的史蒂夫·欧文（Steve Irwin）参演了一系列电视广告，宣示道：检疫——为了不破坏自然秩序。
有好几个科学机构都参与研究如何管控入侵性物种。澳大利亚联邦科工组织CSIRO (Commonwealth Scientific and Industrial Research Organization)就曾发布过几种成功的害虫控制生物药剂，并研制了针对害虫和野草的化学药剂。比如，CSIRO研制了粘液瘤病毒来控制澳洲的野兔。由澳洲政府研究机构释放的兔类出血性疾病传播到澳洲各处。接下来，为了控制野兔数量，使用这种兔类出血病毒变为合法。
联邦政府也成立了合作研究中心来控制野草和有害动物。他们调动一系列高校和政府实验室中的研究资源和资金，来研究控制入侵性物种。同时，非政府组织和志愿性组织如SPRATS也为此做出了巨大贡献。